# Andreaš
Andreaš je priimek v Sloveniji, ki ga je po podatkih Statističnega urada Republike Slovenije na dan 1. januarja 2010 uporabljalo  manj kot 5 oseb.  

## Znani nosilci priimka
- Miha Andreaš (1762—1821), ljudski pesnik